# Pangeran
Pangeran ist ein hoher Adelstitel des javanischen Adels. Es ist vergleichbar mit dem europäischen Titel „Prinz“. Das indonesische Wort Pangeran bezeichnet Herr, Beschirmer, Meister.
Der Träger des Pangeran, oft Besitzer eines Paragiums, führt den Titel „Pangeran ……“. Nach dem Titel folgt der Name des paragierten Gebietes. Der Pangeran ist häufig der Sohn des Fürsten eines ehemaligen javanischen Fürstentums.

## Bekannte Träger des Titels
Zu den bekannten Trägern des Titels gehören Pangeran Ratu von Banten (gest. 1651; auch bekannt als Abu al-Mafakhir), Pangeran Dipo Negoro von Java (1785–1855), Pangeran Antasari von Banjar (1797–1862) und Pangeran Ratu Winata Kusuma von Sambas (1965–2008).